# Consell Militar Suprem de Guinea Equatorial
El Consell Militar Suprem de Guinea Equatorial, inicialment anomenat Consell Militar Revolucionari, va ser el govern de facto en la República de Guinea Equatorial entre agost de 1979 (derogació de la Constitució de 1973) i agost de 1982 (aprovació de la Constitució de 1982).

## Història

### El cop de la llibertat
El 3 d'agost de 1979, Francisco Macías Nguema va ser enderrocat per un cop d'estat dirigit per un grup d'oficials sortits de l'Acadèmia Militar de Saragossa, entre els quals es trobava Eulogio Oyó Riqueza el vicepresident de la República Bonifacio Nguema Esono Nchama, caigut en desgràcia i màxim responsable del cos cubà instal·lat a Guinea, el tinent de navili i cap de la Marina Nacional Florencio Maye Ela, l'alferes de la milícia popular Braulio Nsue Ona, l'alferes Feliz Mba Ondo Nchama, cap militar de Rio Muni caigut en desgràcia, el governador del Banc Popular de Guinea Equatorial Damián Ondo Maye Avang, tots ells liderats pel nebot de Macías, el tinent general Teodoro Obiang, qui havia estat alcaide de la presó de Black Beach (Bioko). Prèviament al cop, Obiang en 1976 havia accedit al càrrec de secretari general del Ministeri de Forces Armades Populars i en 1979 al de viceministre de les Forces Armades.

### Desenvolupament
Detingut Macías, aquest grup es va constituir com un Consell Militar Revolucionari presidit pel mateix Obiang. Van formar part també del Consell Militar Eulogio Oyó Riqueza, com a vicepresident, i Florencio Mayé Elá com a vicepresident primer i comissari del Ministeri d'Afers Exteriors, entre d'altres. Les illes del país van ser reanomenades com Bioko (abans "Illa de Macías Nguema Biyogo") i Annobón (abans "Illa de Pagalú"). El nou règim es va trobar que les arques de l'estat estaven buides i la població era amb prou feines un terç de la que hi havia al moment de la independència del país, a causa de la repressió i a l'exili.
El 25 d'agost es va dissoldre el PUNT i el Consell Militar Revolucionari va passar a anomenar-se Consell Militar Suprem.
Al setembre, abans del judici contra l'exdictador, va ser descoberta una conspiració per rescatar de la presó a l'ex president Macías, i un contingent d'entre 90 i 110 experts en seguretat marroquins va arribar a Malabo, després de la visita a Rabat de Feliciano Mba, director general de Seguretat durant el règim de Macías. Macías va ser jutjat, condemnat a pena de mort i executat el 29 de setembre de 1979.
El 12 d'octubre de 1979 Teodoro Obiang es va autoproclamar president del país. El 31 d'octubre del mateix any es va signar per primera vegada des de 1971 un acord de cooperació entre Espanya i Guinea Equatorial i un protocol d'actuació, als quals seguirien el 5 de desembre de 1979 un acord de cooperació financera, i dos protocols. Espanya i el país africà finalment van signar un Tractat d'Amistat i Cooperació a l'octubre de 1980.

### Nova constitució i dissolució del Consell Militar
L'agost de 1982 es va aprovar en referèndum una nova Constitució, que substituïa el Consell Militar per un govern formal i la Cambra dels Representants del Poble.